# Мухаммед Месбахі
Мухаммед Месбахі (араб. محمد ميسباهى; 29 квітня 1969, Касабланка) — марокканський боксер, призер чемпіонатів світу серед аматорів.

## Аматорська кар'єра
1992 року став чемпіоном Африки в категорії до 71 кг. На Олімпійських іграх 1992 програв в першому бою Рівалу Кадо (Сейшельські Острови) — 3-5.
На чемпіонаті світу 1995 в категорії до 75 кг він завоював бронзову медаль.
- В 1/16 фіналу переміг Рікардо Сотело (Аргентина) — 8-5
- В 1/8 фіналу переміг Еріка ван дер Гейвела (Голандія) — 5-2
- У чвертьфіналі переміг Дірка Айгенбродта (Німеччина) — 2-1
- У півфіналі програв Томашу Боровському (Польща) — 4-5

На Олімпійських іграх 1996 програв в першому бою Томашу Боровському (Польща) — 6-9.
На Олімпійських іграх 2000 програв в першому бою Олександру Зубріхіну (Україна) — 5-9.